# 粘合重山
粘合重山（？—1238年），蒙古帝国大臣，女真贵族出身。
粘合重山开始在蒙古为质子，后来归降蒙古，为宿卫官必闍赤，从平各国有功。元太宗设中书省，命他为左丞相。作为耶律楚材的副手。1235年，伐南宋，于军前行中书省事，死后贈太尉，封魏國公, 谥号忠武。其子粘合南合，官至中书平章政事。

## 延伸阅读
[在维基数据编辑]
 《元史/卷146》，出自宋濂《元史》
 《新元史/卷133》，出自柯劭忞《新元史》